# Факолит
Факоли́т (от др.-греч. φακός — линза, чечевица и λίθος — камень) — интрузивное тело, имеющее согласные контакты и двояковыпуклую, линзовидную форму, залегающее обычно в ядрах складок. Форма факолита является следствием складчатости. Встречаются факолиты, сложенные гранитоидами.
Термин был введён в обращение и первоначально определён Альфредом Харкером в 1909 году

## Примеры
- Сибинский массив Калба-Нарымского батолита, Восточный Казахстан.[2]
- Восточно-Тайгоносский массив на полуострове Тайгоносс и северо-западе Камчатки.[3]
- В областях Франклина и Гамбурга Сассекского округа Нью-Джерси.[4]
- Интрузия изверженных горных пород Омей[англ.] в Ирландии[5]
- Около Bayalan(?) в округе Аджмер, штат Раджастхан Индия[6]